# Shimenqiao (köpinghuvudort i Kina, Hunan Sheng, lat 28,91, long 111,74)
Shimenqiao är en köpinghuvudort i Kina. Den ligger i provinsen Hunan, i den södra delen av landet, omkring 140 kilometer nordväst om provinshuvudstaden Changsha. Antalet invånare är 41 411. Befolkningen består av 20 637 kvinnor och 20 774 män. Barn under 15 år utgör 11,0 %, vuxna 15-64 år 76 %, och äldre över 65 år 12,0 %.
Runt Shimenqiao är det tätbefolkat, med 493 invånare per kvadratkilometer. Närmaste större samhälle är Changde, 16,6 km norr om Shimenqiao. Trakten runt Shimenqiao består till största delen av jordbruksmark.
Genomsnittlig årsnederbörd är 1 808 millimeter. Den regnigaste månaden är maj, med i genomsnitt 302 mm nederbörd, och den torraste är december, med 45 mm nederbörd.